# Aron
Aron (hebr. אַהֲרֹן) starozavjetni je biblijski lik koji se pojavljuje u Knjizi Izlaska, Levitskom zakoniku, Knjizi Brojeva i u novozavjetnoj Poslanici Hebrejima. Prema Knjizi Izlaska, Aron je bio sin Amrama i Jokebed te brat Mirjam i Mojsija.
Aron je bio veliki svećenik, a sljedeći veliki svećenici bili su Aronov prvorođenac i prvorođenci te obiteljske loze. Ostali potomci Levijevi bili su jednostavno leviti.

## Oblikovanje Aronova lika
Lik praoca svećeničkog staleža, »doma Aronova«, oblikovao se polako tijekom stoljeća. Prema starijim predajama Aron »Levijevac«, Mirjamin brat nastupa kao Mojsijev govornik pred Izraelcima ili čak pred faraonom (Izl 4,14-17). On drži bratu ruku u bici protiv Amalećana i prati ga na Sinaj gdje mu je bilo dano »vidjeti Boga« (Izl 17,11-13; 19,24-25). Uz njegovu uspomenu vezani su i padovi: uvelike je odgovoran za događaj sa zlatnim teletom i bunio se protiv Mojsija.
Prema svećeničkoj predaji – a ona je vjerojatno odjek sukoba što su međusobno zavadili svećeničke kaste u razdoblju drugog Hrama – Aron kasnije postaje stručnjak za religijska pitanja, lik prema kojemu je dobila naziv skupina »sinova Aronovih«. Pomazan je za velikog svećenika, nosi njegovu odjeću i prvi vrši njegove čine (Izl 29,4-9). Bog potvrđuje tu povlasticu jednom osudom i čudom procvalog štapa koji se zatim čuvao u Kovčegu saveza. Otad je Aron uz svoga brata Mojsija kad Bog izdaje svoje naloge ili kad narod mrmlja. S njime mu je i zajednička i nevjera u Meribi (Br 20,1-21) kao i sudbina da umre prije ulaska u Obećanu zemlju (Br 12-13; 22-29).

## Aronov lik u Isusovo doba i u Novom zavjetu
Židovska vjerska skupina pod nazivom eseni u Isusovo vrijeme ne očekuju samo Mesiju – kralja, sina Davidova, već nadasve Mesiju Aronova, Mesiju – vrhovnog svećenika.
U cijelom Novom zavjetu o Aronu govori samo Poslanica Hebrejima. Ona se zaustavlja na dvama vidovima ovog izvanrednog. Krist nije sebi prisvajao službu velikog svećenika, već je bio »poput Arona pozvan od Boga«.
S druge strane Kristovo svećeništvo nije najavljeno Aronovim jer se ovo prenosilo nasljedstvom, već svećeništvom Melkisedeka kojem se ne zna za rodoslovlje.
Napokon, Aronovo svećeništvo ne dostiže ono savršenstvo koje je odlika Kristova svećeništva.

## Svećenici Aronova roda
Da bi netko od Izraelaca mogao postati svećenikom, morao je dokazati da vuče podrijetlo od Arona. Zato su svećeničke obitelji brižno čuvale svoja rodoslovlja. Istom je Antioh IV. Epifan počeo za svećenike, osobito za velikog svećenika postavljati kandidate iz drugih obitelji. Godine 153. pr. Kr. uzeli su tu čast Hasmonejci i držali je sve do  37. pr. Kr. Otada je Herod Veliki postavljao svećenike i velikog svećenika, a kasnije i Rimljani.
Svećenik je morao biti bez tjelesne mane, neporočan u vjeri, oženjen čistom djevicom. Za vrijeme službovanja u Hramu morao je apstinirati od vina i od spolnih odnosa. 
Poslije donošenja svećeničkog kodeksa oko 450. pr. Kr. (Izl 19,15; Lev 10,9) u svećeničku se službu ulazilo posebnim obredom posvećenja. Svećenik se morao okupati, obući svećeničko odijelo, prinijeti žrtvu zadovoljštine za grijeh. Sve je to morao ponavljati tijekom sedam dana. Ti čini označavaju svećeničku poslušnost Bogu. Osmi je dan bio pomazan svetim uljem na čelu u obliku slova O. Potom je svečano blagoslovio narod i započeo svoju svećeničku službu.
Izvan hrama morali su prosuđivati gubave, jesu li ozdravili ili ne; zajedno s levitima brinuti se za sigurnost hrama; trubom oglasiti nešto što se ticalo cijelog naroda; razlagati Zakon Božji i poučavati narod. Svećeničko odijelo sastojalo se više-manje, kao i odijelo laika, od tunike, pojasa i kape od tankog platna, s tom razlikom što je njihovo odijelo bilo svečanije, ljepše i od skupocjenije tkanine.
Izvan svetog mjesta svećenik nije smio nositi svećeničko odijelo. Kad je izišao među narod skinuo je sa sebe svećeničko odijelo i među narodom biti u običnu odijelo. Tako se izvan svetog prostora nije mogao po odijelu prepoznati svećenik i razlikovati od laika.